# カトリン・ナイムケ
カトリン・ナイムケ（Kathrin Neimke、1966年7月18日 - ）は、ドイツ（旧東ドイツ）の陸上競技選手。1980年代から1990年代にかけて活躍した砲丸投の選手である。

## 経歴
ナイムケは、1988年ソウルオリンピックに出場し、21.07mを投げ、ソ連のナタリア・リソフスカヤ(Natalya Lisovskaya)に次いで銀メダルを獲得。1992年バルセロナオリンピックでは19.78mの記録で、EUNのスベトラーナ・クリベリョワ(Svetlana Krivelyova)、中国の黄志紅に次いで銅メダルを獲得した。

## 記録
| 年   | 大会                     | 場所                       | 種目   | 結果 | 記録   |
| ---- | ------------------------ | -------------------------- | ------ | ---- | ------ |
| 1987 | ユニバーシアード         | ザグレブ(ユーゴスラビア)   | 砲丸投 | 2位  | 20.07m |
| 1987 | 世界陸上競技選手権       | ローマ(イタリア)           | 砲丸投 | 2位  | 21.21m |
| 1988 | ヨーロッパ室内陸上選手権 | ブダペスト(ハンガリー)     | 砲丸投 | 3位  | 20.20m |
| 1988 | オリンピック             | ソウル(韓国)               | 砲丸投 | 2位  | 21.07m |
| 1990 | ヨーロッパ陸上選手権     | スプリト(ユーゴスラビア)   | 砲丸投 | 3位  | 19.96m |
| 1992 | オリンピック             | バルセロナ(スペイン)       | 砲丸投 | 3位  | 19.78m |
| 1992 | IAAFワールドカップ       | ハバナ(キューバ)           | 砲丸投 | 3位  | 17.97m |
| 1993 | 世界陸上競技選手権       | シュトゥットガルト(ドイツ) | 砲丸投 | 3位  | 19.71m |
| 1995 | 世界室内陸上選手権       | バルセロナ(スペイン)       | 砲丸投 | 1位  | 19.40m |
| 1995 | IAAFグランプリファイナル | モンテカルロ(モナコ)       | 砲丸投 | 2位  | 19.94m |
| 1996 | オリンピック             | アトランタ(アメリカ合衆国) | 砲丸投 | 7位  | 18.92m |